# Ómicron Coronae Borealis
Ómicron Coronae Borealis (ο CrB / 1 Coronae Borealis) es una estrella en la constelación de Corona Boreal de magnitud aparente +5,52.

## Distancia y cinemática
Ómicron Coronae Borealis  se encuentra a 270 años luz del sistema solar.
Respecto al Sol se mueve a una velocidad de 73 km/s, unas tres veces más deprisa que el valor medio de las estrellas el entorno solar. Su órbita alrededor del centro galáctico es notablemente excéntrica (e = 0,41).
La cinemática de Ómicron Coronae Borealis corresponde a la de un miembro de la «corriente de Hércules», grupo de estrellas en las cercanías del sistema solar cuya velocidad de rotación en torno al centro galáctico difiere significativamente de la que tienen la gran mayoría de las estrellas de la Vía Láctea.

## Características físicas
Ómicron Coronae Borealis es una gigante naranja de tipo espectral K0III con una temperatura efectiva entre 4749 y 4821 K.
Es 51 veces más luminosa que el Sol y, como la mayor parte de las estrellas de nuestro entorno, es una estrella del disco fino.
Su radio, estimado a partir de la medida directa de su diámetro angular —1,15 milisegundos de arco— es 10 veces más grande que el radio solar, cifra que coincide con la estimada a partir de modelos teóricos.
Tiene una masa estimada de 2,1 masas solares y una edad de 5630 millones de años.

## Composición química
Ómicron Coronae Borealis presenta una metalicidad —abundancia relativa de elementos más pesados que el helio— inferior a la del Sol ([Fe/H] = -0,25).
Aunque todos elementos evaluados presentan niveles más bajos que los solares, la mayor diferencia se observa en el caso del cerio y del praseodimio.
La abundancia de estos elementos equivale a un 40% de la solar.

## Planeta extrasolar
Alrededor de Ómicron Coronae Borealis orbita un planeta extrasolar, descubierto en 2012, denominado Ómicron Coronae Borealis b.
Con una masa mínima 1,5 veces mayor que la masa de Júpiter, se mueve a una distancia de 0,83 UA de la estrella.
Su período orbital es de 187 días.
| Acompañante (En orden desde la estrella) | Masa (MJ) | Período orbital (días) | Semieje mayor (UA) | Excentricidad |
| ---------------------------------------- | --------- | ---------------------- | ------------------ | ------------- |
| Ómicron Coronae Borealis b               | > 1,5     | 187,3 ± 54             | 0,83               | 0,191 ± 0,085 |